# بول يول
بول يول (بالإنجليزية: Paul Youll؛ مواليد 8 يونيو 1965) هو فنان ورسام إيضاحي في مجال الخيال العلمي والفانتازيا. وُلد كأحد خمسة أبناء، وكان في وقت ما جزءًا من فريق رسم توضيحي مكون من شخصين مع شقيقه التوأم ستيفن. بدأ مسيرته في هذا النوع من الفن عندما عُرضت أعماله، التي أنجزها بالتعاون مع ستيفن، عام 1987 في المؤتمر العالمي الخامس والأربعين للخيال العلمي في برايتون، إنجلترا. كانت أول مهمة له، بالتعاون مع ستيفن، هي رسم غلاف رواية عيون الزمرد للفنان دانيال كيز موران، التي نشرتها دار كتب بانتام.
بعد تخرجه من كلية دورهام الجديدة للفنون والتصميم، أمضى بول عامين آخرين في جامعة سندرلاند. منذ عام 1989، عندما انتقل ستيفن إلى أمريكا، عمل بول بشكل مستقل، وأنتج لوحات فنية بشكل رئيسي لصالح دار نشر كتب بانتام. يقيم بول حاليًا مع زوجته آن ماري في قرية إيش وينينج الريفية، الواقعة على حدود ديرونت سايد مقاطعة درم. يرسم بول بشكل أساسي لسوق الكتب الورقية في الولايات المتحدة.

## وصلات خارجية
- الموقع الرسمي
- بول يول  على قاعدة بيانات الخيال التأملي على الإنترنت